# Apis florea
La abeja melífera asiática chica (Apis florea) es una especie de himenóptero apócrito de la familia Apidae. Tiene un área de distribución geográfica comprendida en climas calurosos. En el oeste, la especie está presente en las partes más calurosas de Omán, Irán y Pakistán, y en el continente Indio en Sri Lanka. También presente en Indonesia, pero su centro de distribución primaria es Asia suroriental. Encontrada raramente en altitudes mayores a los 1500 m s. n. m., esta especie está ausente en el Himalaya. Vive con frecuencia en bosques tropicales, y áreas de cultivo. En Asia suroriental se encuentran panales de la especie en aldeas.

## Ciclo biológico

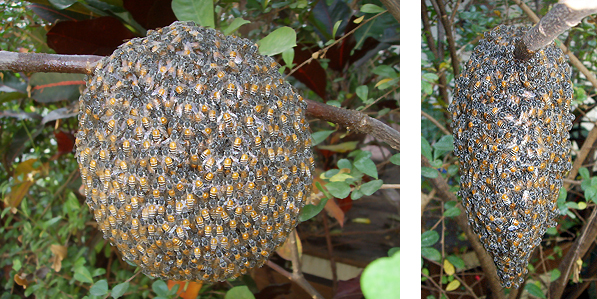
Nido de Apis florea. Mide 20 cm de diámetro y tiene aproximadamente 3600 celdas a cada lado.

Es la especie más pequeña de abejas del género Apis, en cuanto a tamaño de su cuerpo.  Una obrera mide típicamente de 7–10 mm en la longitud corporal, y su plena coloración es pardo rojizo. Una colonia de Apis florea consiste en un solo panal que en su parte superior rodea una rama u objeto del cual se sostiene.
Sus nidos están a cielo abierto, no anida en cavidades, pero están bien camuflados, colgando de ramas de árboles o arbustos, cubiertos de follaje denso, generalmente a una altura de 1 a 8 m del suelo. En Omán las colonia construyen sus panales en cuevas, y los panales adheridos en las paredes. 
Los panales de esta abeja están siempre bien cubiertos con obreras. Emplean cerca de tres cuartos de la población de obreras de la colonia en la formación de esta cortina protectora viva de abejas. Cuando se las molesta, la cortina de abejas muestra un movimiento llamado "shimmering" en inglés: las obreras sacuden sus abdómenes de lado a lado de una manera sincrónica; al mismo tiempo, emiten un sonido como si silbaran. Si se produce un disturbio mayor se desparrama la cortina de abejas y atacan al intruso.

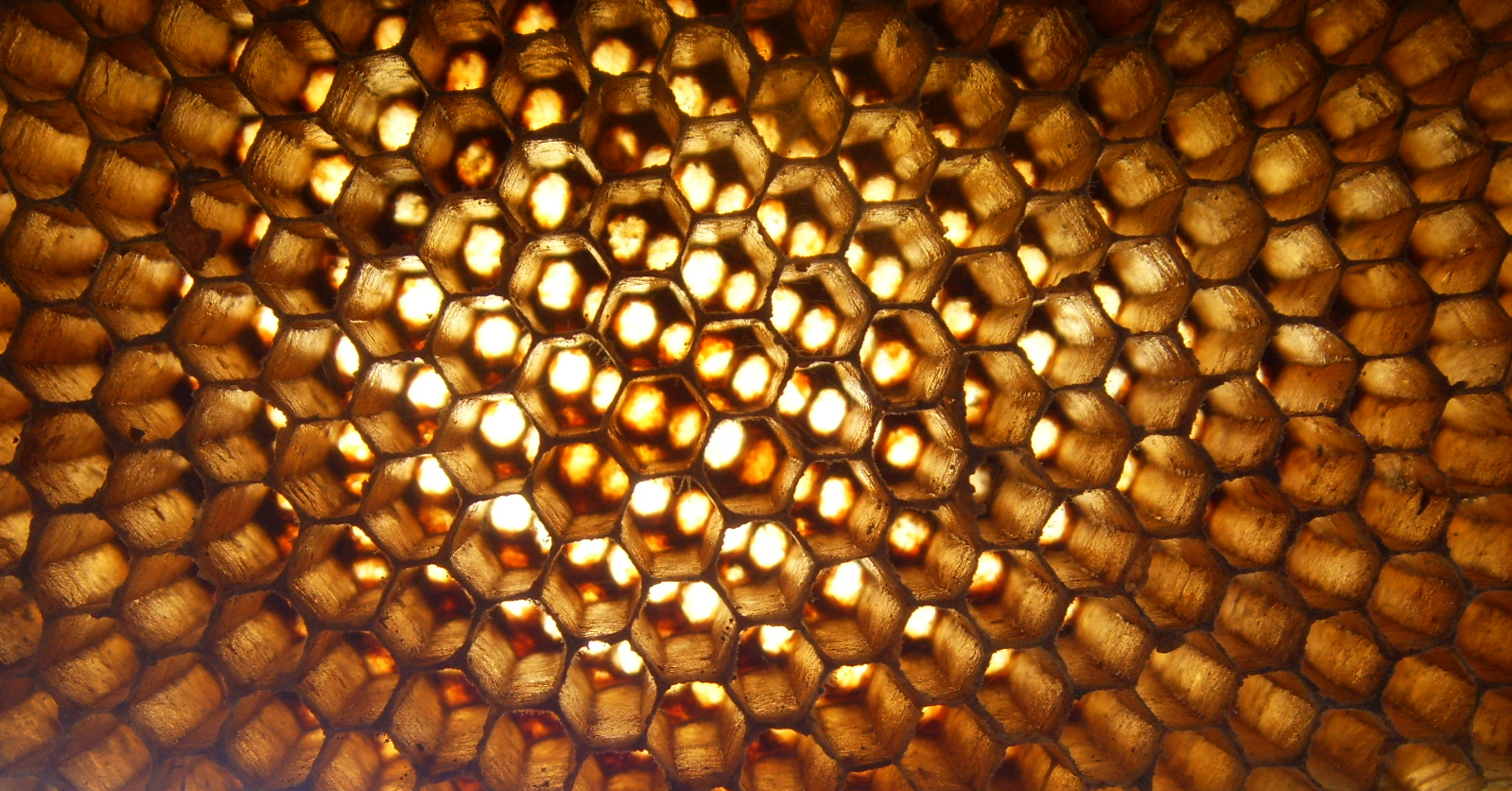
Nido de Apis florea abandonado, en Tailandia.

El panal que rodea a la rama le sirve a las obreras pecoreadoras para posarse. La danza de la comunicación por las pecoreadoras, anunciando el descubrimiento de una fuente del alimento, también ocurre en esta plataforma. Las filas adyacentes del panal se utilizan para almacenar el polen. Debajo del polen se halla el área de cría. Cuando pierden sus reinas construyen celdas reales a partir de larvas jóvenes.
Para resguardarse de ataques de las hormigas, las obreras cubren los extremos con propóleo pegajoso en franjas de 2,5 a 4 cm de ancho. Apis florea es la única abeja que utiliza esta técnica defensiva.
En la estación en que hay mucha entrada de néctar, las colonias más pobladas enjambran naturalmente.
En comparación con la otra especie de la abeja, la cantidad de miel que los obreras de Apis florea almacenan no excede varios cientos gramos por colonia. En algunas partes de Asia, la gente de campo ha ideado un esquema para cosechar esta miel. Primero, las colonias o las abejas se transfieren de sus sitios naturales a la aldea, el panal se afianza con dos abrazaderas a una rama de un árbol. La parte superior del panal, se corta, y la miel es exprimida. En un período de seis a ocho semanas las abejas reparan el panal y lo llenan con miel, cosechándolo nuevamente.
Cuando las colonias de Apis florea son abundantes hay familias que subsisten de la renta de las mismas. Como el tipo de manejo no resulta racional totalmente muchas colonias perecen, mientras que otras abandonan los nuevos lugares construyendo panales en otras áreas.
La miel de esta abeja es utilizada socialmente atribuyéndole propiedades curativas, que alimentarias.
Esta especie es ectoparasitada por un ácaro de la especie Euvarroa sinhai propio de Apis florea, Apis andreniformis es parasitado por otro ácaro del género Euvarroa denominado Euvarroa wongsirii. Se diferencian ambas especies porque Euvarroa wonsirii tiene una forma más de flecha que Euvarroa sinhai que es más oblongo.

### Fotos
- Panal de Apis florea
- Apis florea en Tailandia
- Panal recién construido
- Abeja adulta
- Foto de obrera de Apis florea

- Datos: Q244178
- Multimedia: Apis florea / Q244178
- Especies: Apis florea